# 瑞穂 (小惑星)
瑞穂（みずほ、2090 Mizuho）は、小惑星帯にある小惑星である。
1978年3月12日、浦田武が静岡県清水市（現・静岡市清水区）にあった観測拠点「ヤキイモ・ステーション」で発見した。日本のアマチュア天文家によって発見された最初の小惑星である。

## 命名
名称は発見者の娘の名からとられたもので、小惑星回報（MPC）4482で公表された。
なお、彼女（1972年 - 2004年） の死後、彼女の婚約者のニックネームに由来する (9986) ひろくん が、浦田によって命名されている。

## 発見
この天体は、その後600個を超える小惑星を発見（共同発見を含む）する浦田が、最初に発見した小惑星である。
これ以前に小惑星を発見した日本人には、及川奥郎、窪川一雄、三谷哲康がいるが、彼らはいずれも大学の天文台に所属する専業の天文学者である。このため、瑞穂は日本のアマチュア天文家によって発見された最初の小惑星でもある。また、世界的にもアマチュア天文家による小惑星発見自体が約30年ぶりのことであった。
これを契機として日本のアマチュア天文家たちによる小惑星観測が活発となったため、瑞穂の発見は「1980年代から1990年代へと続く、我が国アマチュアによる小惑星発見の礎をつくった」 と評されている。